# Episcopia de Bacău
Episcopia de Bacău (în latină Dioecesis Baccoviensis seu Bachoviensisa, în poloneză Diecezja bakowska) a fost o episcopie romano-catolică cu sediul la Bacău, fondată propriu-zis în anul 1607 de papa Paul al V-lea. În anul 1818, la moartea ultimului episcop, dieceza a fost desființată iar în locul ei a fost înființat Vicariatul Apostolic al Moldovei (1818-1884), formă de organizare precursoare Episcopiei Romano-Catolice de Iași.

## Înființare

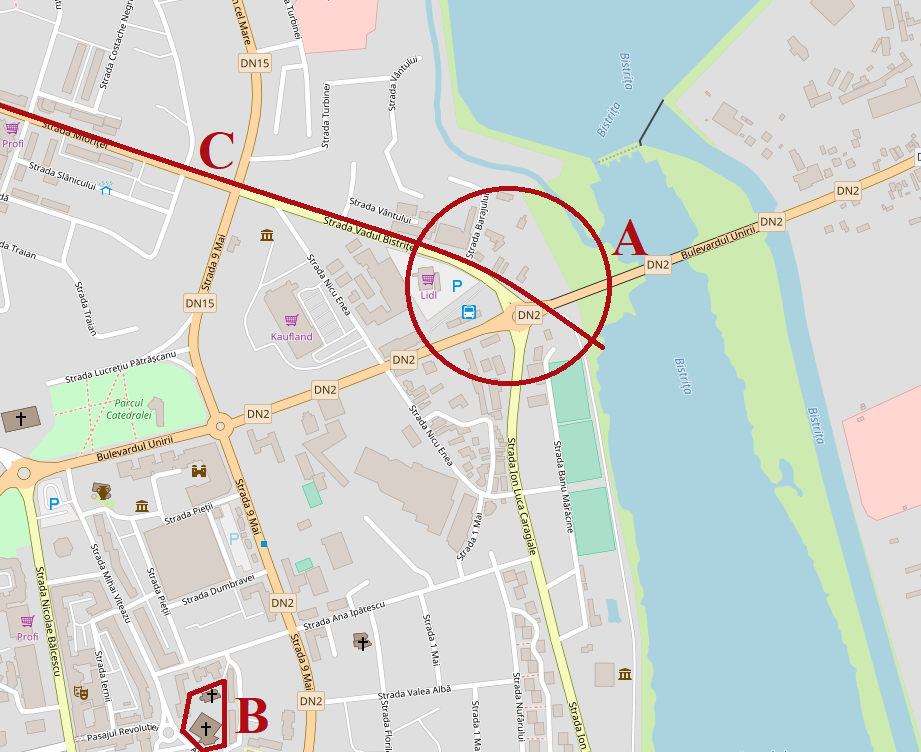
Localizarea sediului fostei episcopii de Bacău (A): în anul 1531 a existat „Bărăția” - mănăstirea franciscanilor observanți, alungați de Ion Vodă cel Cumplit. În anul 1582 Ieronim Arsengo a refăcut o parte din mănăstire cu ajutorul domnitorului Petru Șchiopul iar Papa Clement al VIII-lea a inaugurat lăcașul drept catedrală și reședință a primului episcop, Bernandin Quirini. În 1676 râul Bistrița a surpat biserica (B) Biserica Sf. Nicolae rămăsese singura din târg. (C) Traseul fostului pârâu Negel, reper pentru fosta catedrală.

Populația catolică din Moldova, la începuturile statului moldovenesc, a fost împărțită în două grupuri deosebite. Primul, mai puțin numeros, cuprindea germanii și polonezii din Siret, pe sașii și maghiarii din Suceava, Baia, Hârlău, Cotnari și Târgul Neamț. Al doilea grup, mult mai însemnat ca număr, era alcătuit din boierii și țăranii maghiari de pe văile Siretului și Trotușului și cu târgoveții sași și maghiari din Târgu Trotuș și din Bacău.
Prima mențiune directă despre episcopie catolică din Bacău s-a găsit numai în copia unei bule din anul 1439 a Papei Eugen al IV-lea. Această copie, întărită în 1520 de către episcopul de Vidin, de pe original, în bună stare atunci, a fost păstrat în arhiva mănăstirii franciscane de la Șumuleu Ciuc/Csíksomlyó în Transilvania. Documentul a fost publicat pentru prima oară de contele József Kemény.
Bula papală menționează că această episcopie a fost întemeiată în al treilea an al Pontificatului lui Papa Bonifaciu al IX-lea. Știindu-se că Bonifaciu al IX-lea fost ales la 2 noiembrie 1381 și înscăunat la 9 noiembrie în același an, prin urmare, al treilea an al Pontificatului său a început la 9 noiembrie 1391 și s-a sfârșit la 9 noiembrie 1392. Bula a făcut referire la înființarea episcopiei în acest interval.
Nicolae Iorga a menționat că episcopul Benedict al Severinului, dorind să întrunească sub ocârmuirea lui și pe catolicii din Moldova, ar fi inventat înființarea Episcopiei de Bacău de către Papa Bonifaciu al IX-lea, în scopul de a-l face pe Papa Eugen al IV-lea să-i încredințeze lui Benedict îngrijirea acestei eparhii, ceea ce a și făcut. Această teorie a fost infirmată de Radu Rosetti, întrucât bula i-a încredințat episcopului de Severin și Moldova, Secuimea și părți din Țara Românească, astfel uneltirea precum cea menționată de Iorga nefiind necesară.
Tot în bula papală din 1439, Papa Eugen al IV-lea nu a amintit și de Episcopia de Baia care funcționa la acel moment, deoarece încă de la înființarea ei a fost încredințată Arhiepiscopului polonez de Liov, pe lângă faptul că episcopia cuprindea o suprafață mică, în timp ce Episcopia de Siret aparținea direct de papă.

Faptul că Episcopia de Bacău a fost întemeiată în timpul existenței Episcopiei de Siret este explicat și justificat prin mențiunea din bula papală: „[din cauza întinderii acelei țări] și a împrăștierii neîndemânatice a populației catolice.” Bacăul era cel mai bun loc pentru reședința unei a doua episcopii, pentru deservirea cele mai însemnate aglomerări de romano-catolici din Moldova, în special populația de limbă maghiară din zonă.
Catedrala episcopiei a început să fie construită în anul 1412.
Imediat după înființare, Polonia a obținut dreptul de a numi episcopii de Bacău, de-a lungul timpului fiind numiți în mare parte episcopi polonezi care nu au locuit la Bacău.
În timpul domniei lui Alexandru cel Bun, franciscani conventuali de la Csik-Somlyó au trecut în Moldova și au fondat o bărăție lângă apa Negelului, fiind probabil ajutați de domnitor. Aceștia au primit pământuri în vecinătate, la Trebeș.
În anul 1520 a fost (re)construită  bărăția franciscanilor conventuali, pe care ulterior au transformat-o în mănăstire, construită din lemn pe o fundație de piatră. În 1576 probabil că au mai rămas câțiva franciscani aici, dar ultimul dintre aceștia, un maghiar pe nume Franz, a murit la scurt timp. Ulterior, în 1580, un călugăr pe nume Ieronim, conventual grec din Chios probabil același care a fost numit episcop de Bacău după Bernandin Quirini (1601-1605) din Creta, a intrat în posesia mănăstirii. Provincialul franciscan maghiar a recuperat mănăstirea în 1594 și a primit-o înapoi în 1601, dar nu a mai fost niciodată locuită de maghiari. Episcopul Ieronim (1605-1611) a lăsat clădirea mănăstirii în paragină, iar sub episcopul Valerian Lubienecky (1611-1618) a fost refăcută, dar e posibil să nu mai fi locuit franciscani aici până în 1663.
În anul 1580 Ieronim Arsengo a fost numit „vicar apostolic și episcop ales al Moldovei”, locuind în niște camere din lemn de lângă biserica Sfântul Nicolae. În negocierile cu Roma nu a intervenit mult, situația sa fiind probabil nu tocmai clară din punctul de vedere al lui Nicolae Iorga.
În anul 1590 a fost numit ca episcop Berardin Quirini, purtând titlul de „episcop de Argeș, peste Moldova și Țara-Românească”. În Moldova, la curtea lui Ieremia Movilă, la înfățișat abia în 1597, ulterior făcând vizita apostolică la Roma în 1599, întorcându-se în anul următor. Cu această ocazie a adus breve apostolice și către Mihai Viteazul. În anul 1601 acesta stătea împreună cu franciscanii de aici, cu voia lor. Quirini a dispărut în împrejurări incerte, în locul lui fiind numit vicariul din 1580, Arsengo, la data de 17 septembrie 1607. După moartea acestuia, vicariul său, Valerian Lubienecky a cerut scaunul de episcop de Bacău, fiind ajutat de regele Poloniei, care și-a putut lua ușor dreptul de a numi episcop de legea sa într-o țară în care făceau domnii după plac. Lubienecky a fost numit episcop abia la 1 februarie 1611.
Printre activitățile minoriților din Transilvania se remarcă și convertirea de către un preot din Trotuș a unui număr de 2.000 de husiți maghiari din Huși și Roman, la catolicism, în timpul domniei lui Bogdan Lăpușneanu.
Episcopul Valerian Lubienecky (1611-1618) a îngrijit episcopia, fiind susținut de către Papa cu bani, construind astfel un palat apiscopal cu douăsprezece camere și a adus obiecte de cult.
În timpul funcției arhiepiscopului de Marcianopol, Marco Bandini, ca administrator apostolic la Bacău, au existat 33 de parohii catolice în subordine: Bacău, Baia, Bârlad, Bogdana, Valea Seacă, Răchiteni, Tecuci, Faraoani, Galați, Grozești, Hârlău, Fântânele, Huși, Cotnari, Leucușeni, Lucăcești, Mănești, Neamț, Pașcani, Roman, Suceava, Săbăoani, Solonț, Stănești, Tețcani, Strunga, Tămășeni, Trotuș, Trebeș, Slobozia, Vaslui, Bahna, Adjudeni. Nu toate acestea aveau parohi, datorită unei lipse de preoți, problemă raportată încă din secolele al XV-lea și al XVI-lea. În unele locuri, diacii sau cântăreții bisericești au îndeplinit această funcție. Dar chiar și puțini duhovnici care lucrau în Moldova la acea vreme erau, potrivit lui Bandini, în cea mai mare parte atât de ignoranți încât nu erau familiarizați cu obiceiurile bisericii.

Episcopia de Bacău a rămas prezentă în anuarele pontificale până în anul 1840.

## Titularii episcopiei
- Bernandin Quirini (1591-1604 – franciscan)

- Ieronim Arsengo (1607-1610 – conventual)
- Valerian Lubienecki (1611-1617 – observant)
- Adam Goski (1618-1626 – conventual)
- Gabriel Fedro (1627-1631 – observant)
- Ioan-Botezătorul Zamoyski (1633-1649 – observant)

1. Pietro Deodato Bácksic (1641-1644 – vizitator apostolic)
2. Marco Bandini (1644-1650 – administrator-vizitator apostolic)

- Mathias-Marian Kurski (1651-1661 – observant)
- Ștefan-Atanasie Rudzinski (1662-1675 – observant)

1. Petru Parcevich (1668-1671 – vizitator apostolic)
2. Cazimir Domokos (1672 – vizitator apostolic
3. Stefan Taploczai – vizitator franciscan)

- Iacob Gorecki (1678-1679 – dominican)

1. Vitius Pilutius (1678-1683 – vizitator apostolic)

- Iacob Dluski (1681-1693 – conventual)
- Amandus-Victorin Ciesejko (1694-1698 – dominican)
- Stanislav-Francisc Bieganski (1698-1709 – conventual)
- Ioan Damaschin Lubienecki (1711-1714 – dominican)
- Adrian Skrzetuski (1715)
- Ipsaphat Perysowicz (1717-1732 – conventual)
- Toma Slubicz Zalecki (1732)
- Raimund-Stanislav Jezierki (1732-1782 – dominican),

1. Candidus Ossolinski (1766-1773, episcop auxiliar)
2. Petru-Dominic Karwosiecki (1774-1782, episcop auxiliar)

- Petru-Dominic Karwosiecki (1782-1789, episcop auxiliar)
- Vacantarea „napoleoniană” (1789-1808)
- Bonaventura Carenzi (1808-1814 – conventual)
- Iosif-Bonaventura Berardi (1814-1818 – conventual)

## Legături externe
- Quirinus Bernát, lexikon.katolikus.hu